# Vedisme
Vedisme was de vroege religie van de arya ten tijde van de Rigveda. Het was de godsdienst van semi-nomadische pastorale stammen die vee hielden. 
Bij vroege religies als natuurgodsdiensten of primaire religies, lag de nadruk op pragmatische zaken als rituelen, offers en taboes. Theïstische vraagstukken en theologie waren over het algemeen van ondergeschikt belang en hoewel er veelal meerdere goden waren, is polytheïsme dan ook een minder geschikte term die vooral voorkomt uit het monotheïsme van de beschrijvende historici. Door het tribale karakter was het voortbestaan van een religie daarmee verbonden aan de bijbehorende samenleving. Met de verandering naar een semi-sedentaire samenleving verdween de semi-nomadische samenleving en daarmee zou het vedisme ook verdwenen zijn als het zich niet had aangepast. De brahmanen wisten de religie echter om te vormen tot het brahmanisme en werden daarin zelfs de dominante klasse.
De religie zoals die naar voren komt uit de Rigveda verschilt dan ook aanmerkelijk van de latere vormen. Het geloof kent veel overeenkomsten met de Iraanse Avesta. De Rigveda verdeelt het universum in de hemel (dyu), de aarde (prithvi) en de tussenwereld (antariksha) en kent verschillende oorsprongsmythes. Zo zou de wereld geschapen zijn als resultaat van een kosmische strijd, van de scheiding van hemel en aarde en door handelen van de goden. Tegenover deze chaos staat de universele orde of rta, de morele orde waaraan mensen moeten voldoen.
De vedische recitatie resulteert in een unieke vorm van memorisering die ervoor heeft gezorgd dat de Veda's overgeleverd zijn als een exacte geluidsopname.

## Goden
De Rigveda stelt dat er 33 goden zijn, al komen er meer aan bod. In elke hymne met een invocatie richting een god wordt deze als oppergod aangeroepen. Hoewel er binnen elke hymne dus sprake is van henotheïsme of kathenotheïsme, is er in de Rigveda als geheel geen pantheon met een hiërarchie van goden. Dit polytheïsme wordt aangevuld met hemelse wezens (gandharva's), hemelse nimfen (apsara's), bloeddrinkende demonen (rakshasa's), pijn veroorzakende demonen (yatudhana's) en mensenetende demonen (pishacha's). De namen van de demonen waren mogelijk eerder de namen van andere stammen.
De goden die in de Rigveda centraal staan werden geassocieerd met de natuurkrachten, zoals verwacht kan worden bij semi-nomadische volkeren. Deze antropomorfe goden worden ook in het tegenwoordige hindoeïsme nog aanbeden, maar zijn daarin tot bijrollen teruggedrongen. De belangrijkste vedische god was Indra, een oorlogsgod die met zijn bliksemschicht en strijdwagen de dasa en hun vestigingen vernietigde en ook de draak Vritra.
De overwinning van de Bharata onder Sudas in de Slag van de Tien Koningen tegen een alliantie van tien andere stammen zou dan ook te danken zijn aan het aanroepen van de goden Indra en Varuna en de offers (yajna) die aan hen gebracht werden, al werden de goden ook wel aangeroepen door dasa, wat wijst op enige vorm van acculturatie.
Agni is een vuurgod die hielp het oerwoud te ontginnen en het vuuroffer overzag. Ook Agni heeft weinig geduld met de dasa wiens vestigingen hij platbrandde. Mogelijk geeft dit inzicht in de wijze waarop de arya oorlog voerden. Andere belangrijke goden waren Surya, de zonnegod, en Varuna, de goddelijke rechter die veel optrekt met Mitra. Die laatste twee behoren bij de acht aditya, zonen van Aditi, een belangrijke godin. De belangrijkste godin is Ushas, de eeuwig jonge godin van de dageraad, maar afgezien van haar spelen godinnen maar een kleine rol in de Rigveda.:195-198
Het belang van vee van de semi-nomadische arya blijkt wel uit de aanduiding van zowel het stamhoofd als de god Indra als gopati, heer van het vee.:197

## Rituelen
Het offerritueel (yajna) was het moment waarop de stam samenkwam bij de yajamana, de pater familias van een stam, om de welgezindheid van de goden te verwerven. Meestal bestonden de vuuroffers uit melk, ghee of graan, maar dierenoffers kwamen ook voor. De belangrijkste daarvan was de ashvamedha, het paardenoffer. De vereiste omvang van de hiermee gepaard gaande rituelen was dusdanig dat dit alleen aan de machtigste stamhoofden was voorbehouden. De offers werden onder het reciteren van de bijbehorende formules in het vuur geworpen, wat symbool stond voor de consumptie door de goden. Daarbij werd gevraagd om aardse zaken als een lang leven voor de yajamana, rijkdom, zonen, vee en overwinningen in de strijd. Ook mensenoffers (purushamedha) worden genoemd in de Rigveda, maar hiervan is niet zeker of deze ooit werkelijk zijn uitgevoerd. Naast de consumptie door de goden werd ook een deel door de priesters opgegeten, wat volgens de latere Shatapatha-Brahmana een reden zou zijn waarom mensenoffers niet uitgevoerd werden, aangezien mensen geen mensen mogen eten.
Goden werden uitgenodigd om deel te nemen aan de uitgebreide rituelen als het soma-ritueel waar dichters hen prezen met traditionele hymnen.:5 De rituelen konden alleen geleid worden door de priesters of ritvij, waarvan er zeven types genoemd worden in de Rigveda, de hotri, adhvaryu, agnidh, maitravaruna, potri, neshtri en brahmana. Dit kwam overeen met de situatie in Iran, waar de zaotar ook zeven priesters omvatte. Naast deze priesters had de purohita als priester van de raja, het stamhoofd, een bijzonder invloedrijke positie. Zo namen deze in de Slag van de Tien Koningen een sleutelpositie in.
Deelname vereiste dat eerst een purificatieritueel ondergaan moest worden, maar hing ook af van iemands positie binnen de sociale hiërarchie. De vedische voorschriften zijn extreem gedetailleerd. Een offer kon alleen succesvol zijn als de priester de hymnen en spreuken op de juiste manier uitsprak, de deelnemers rein waren en aan andere gedetailleerde vereisten werd voldaan, zoals de oriëntatie van het altaar of de manier waarop het offer ontleed werd. Soma was een stimulerende drank die waarschijnlijk hallucinaties opriep en speelt een centrale rol in mandala 9, ook wel de soma-mandala.
Zowel begrafenissen als crematies kwamen voor en de Rigveda noemt het hiernamaals. Ook genoemd worden asu als kracht en manas als geest die de dood zouden overleven, maar van samsara, de cyclus van dood en wedergeboorte, was in de Rigveda geen sprake.
Een late hymne uit de Rigveda is de keśin-hymne (RV.10.136). De keśin waren langharige muni, zwervende wijzen die zichzelf tot extase (unmadita) brachten zoals ook gebeurt in het sjamanisme. Opvallend is dat deze hymne niet verhaalt over offers, rituelen en tapas. De muni waren waarschijnlijk asceten die een gelofte van zwijgzaamheid hadden afgelegd. Zij zouden optrekken met de boosaardige Rudra waarmee ze gif (viṣā) drinken dat voor anderen dodelijk zou zijn. De sjamanistische elementen zijn echter nog beperkt in de Rigveda. Vātaraśana had hier de betekenis van omgord door de wind en is wel als synoniem voor hun naaktheid geïnterpreteerd, maar in dezelfde hymne wordt ook gesteld dat zij smerige kleding dragen.:11-16